# Hrubieszów (Landgemeinde)
Die Gmina wiejska Hrubieszów ist eine Landgemeinde im Powiat Hrubieszowski der Woiwodschaft Lublin in Polen, Sitz der Gemeinde ist die Kreisstadt Hrubieszów (ukrainisch Грубешів/Hrubeschiw), die jedoch der Landgemeinde nicht angehört. Die Landgemeinde hat eine Fläche von 259,2 km² und 9881 Einwohner (Stand 31. Dezember 2020).

## Geographie
Die Landgemeinde grenzt im Osten an die Ukraine.

## Verwaltungsgeschichte
Von 1975 bis 1998 gehörte die Gmina zur Woiwodschaft Zamość.

## Gliederung
Zur Landgemeinde Hrubieszów gehören folgende 36 Schulzenämter:
Annopol
Brodzica
Cichobórz
Czerniczyn
Czortowice
Czumów
Dąbrowa
Dziekanów
Gródek
Husynne
Janki
Kobło
Kosmów
Kozodawy
Kułakowice Pierwsze
Kułakowice Drugie
Kułakowice Trzecie
Łotoszyny
Masłomęcz
Metelin
Mieniany
Moniatycze
Moniatycze-Kolonia
Moroczyn
Nowosiółki
Obrowiec
Stefankowice
Stefankowice-Kolonia
Szpikołosy
Ślipcze
Świerszczów
Teptiuków
Turkołówka
Ubrodowice
Wolica
Wołajowice
Weitere Orte der Landgemeinde sind Białoskóry und Wołynka.